# Brown Bear Seamount

Il Brown Bear Seamount è una montagna sottomarina, e più precisamente un vulcano sottomarino, situato approssimativamente 483 km a ovest dell'Oregon, al largo della costa occidentale degli Stati Uniti d'America, nella parte nordorientale dell'Oceano Pacifico. Si trova a una profondità di 1410 m e la sua cima raggiunge un'altezza di 1100 m.
Fa parte della catena sottomarina di Cobb-Eickelberg e la sua formazione è collegata al punto caldo di Cobb. È collegato al più esteso Axial Seamount da una piccola dorsale sottomarina e si trova vicino al margine occidentale della dorsale di Juan de Fuca.
È stato meno influenzato dall'espansione della dorsale, rispetto al vicino Axial Seamount, per cui la sua struttura geologica non è così complessa. Il Brown Bear è il secondo vulcano più giovane della catena dopo l'Axial.